# Schmiede (Kottgeisering)

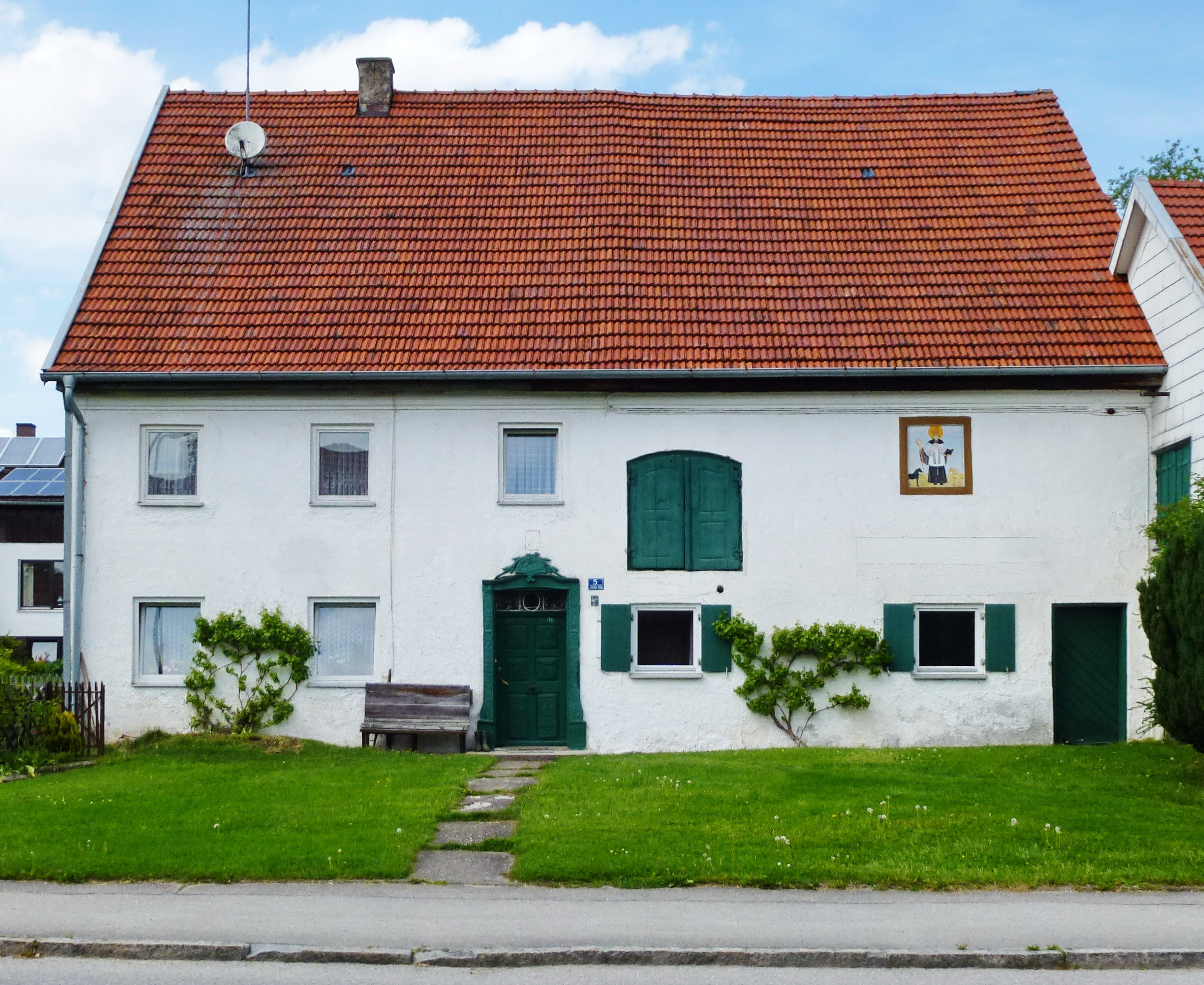
Schmiede in Kottgeisering (Wohnhaus), die Werkstatt ist rechts angebaut

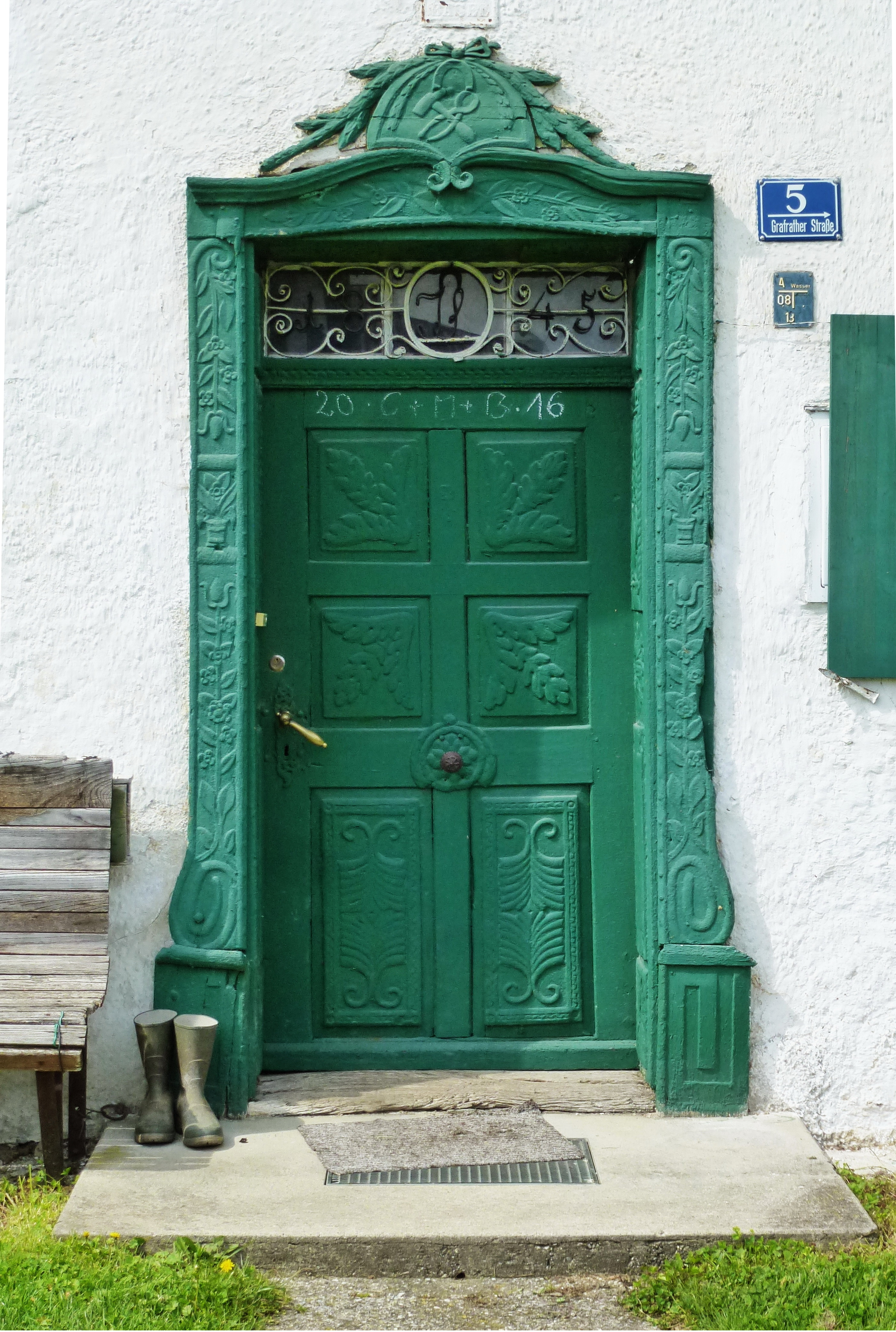
Haustür

Die Schmiede in Kottgeisering, einer oberbayerischen Gemeinde im Landkreis Fürstenfeldbruck, wurde um 1845 errichtet. Die ehemalige Schmiede an der Grafrather Straße 5 ist ein geschütztes Baudenkmal.
Das Wohnhaus ist ein zweigeschossiger massiver Satteldachbau mit geschnitzter Tür und einer Mörtelplastik an der Fassade. Die ehemalige Werkstatt ist ein angefügter erdgeschossiger Massivbau mit Satteldach.
Die Haustür besitzt einen geschnitzten Rahmen und die Darstellung von wichtigen Werkzeugen des Schmieds: Vorschlaghammer und Zange. Das dargestellte Hufeisen ist das typische Produkt eines Dorfschmiedes.